# FK Novi Pazar
El FK Novi Pazar (en serbio: ФК Hoви Пaзap) es un club de fútbol serbio de la ciudad de Novi Pazar, la más grande de la región serbia de Raška. El club fue fundado en 1928 bajo el nombre de FK Sandžak, disputa sus partidos como local en el Stadion Gradski y juega en la Super Liga Serbia.

## Entrenadores
- Hysni Maxhuni (1995 – 1996)
- Sead Halilagić (2006 – 2007)
- Esad Karišik (2007)
- Slavko Jović (2007)
- Mladen Dodić (2007 – 2008)
- Saudin Huseinović (2008)
- Dušan Jevrić (2008)
- Saudin Huseinović (2008 – 2009)
- Ismet Ugljanin (2009)
- Ljutvo Bogućanin (interino) (May 2009 – Jun 2009)
- Saša Štrbac (Jul 2009 – Oct 2009)
- Slavko Vojičić (Oct 2009)
- Dušan Kljajić (Ene 2010 – Mar 2010)
- Mile Vuletić (Abr 2010 – Jun 2010)
- Saša Štrbac (Jul 2010 – Sep 2010)
- Jovica Škoro (Sep 2010 – Ene 2011)
- Mladen Dodić (Ene 2011 – Jun 2011)
- Izet Ljajić (interino) (Jun 2011)
- Mihailo Ivanović (Jul 2011 – Ago 2011)
- Ljubomir Ristovski (Sep 2011 – Abr 2012)
- Dragoljub Bekvalac (Abr 2012 – Dic 2012)
- Slavenko Kuzeljević (Dic 2012 – Abr 2013)
- Nebojša Vučićević (Abr 2013 – Ago 2013)
- Milan Milanović (Ago 2013 – Dic 2013)
- Zoran Njeguš (Dic 2013 – Jun 2014)
- Dragi Kanatlarovski (Jun 2014 – Sep 2014)
- Milorad Kosanović (Sep 2014 – Jun 2015)
- Petar Kurćubić (Jun 2015 – Ago 2015)
- Mladen Dodić (Ago 2015 – Oct 2015)
- Radmilo Ivančević (Oct 2015 – Ene 2016)
- Zoran Marić (Ene 2016 – Sep 2016)
- Zoran Govedarica (Sep 2016 – Nov 2016)
- Nebojša Vučićević (En 2017 – Abr 2017)
- Saudin Huseinović (interino) (Abr 2017)
- Neško Milovanović (Abr 2017 – May 2017)
- Marjan Živković (Jun 2017 – Mar 2018)
- Stevan Mojsilović (Mar 2018 – Abr 2018)
- Vladica Petrović (Abr 2018 – Feb 2019)
- Neško Milovanović (Feb 2019 – Abr 2019)
- Vladica Petrović (Abr 2019 – May 2019)
- Slavko Matić (Jun 2019 – Sep 2019)
- Darko Tešović (Sep 2019 – Nov 2019)
- Kenan Kolašinac (Nov 2019 – Nov 2020)
- Radoslav Batak (Nov 2020 – Feb 2021)
- Davor Berber (Feb 2021 – May 2021)
- Milan Milanović (Jun 2021 – Sep 2021)
- Kenan Kolašinac (Sep 2021 – Oct 2021)
- Dragan Radojičić (Oct 2021 – Feb 2022)
- Tomislav Sivić (Feb 2022 – May 2022)
- Vladimir Gaćinović (Jun 2022 – Oct 2022)
- Damir Čakar (Oct 2022 – Dic 2022)
- Aleksandar Stanković (Dic 2022 – Mar 2023)
- Davor Berber (Mar 2023 – May 2023)
- Dragan Aničić (Jun 2023 – Ago 2023)
- Siniša Dobrašinović (Ago 2023 – Dic 2023)
- Igor Matić (Ene 2024 – Mar 2024)
- Slavko Matić (Abr 2024 – May 2024)
- Nikola Trajković (May 2024 – Feb 2025)
- Vladimir Gaćinović (Feb 2025 – )

## Jugadores

### Jugadores destacados
- Rahim Beširović
- Milan Glavčić
- Sead Halilagić[3]
- Dragan Pejic
- Ismet Ugljanin
- Bajro Župić
- Vincent Kayizi
- Jonuz Džanković
- Abdulah Gegić
- Luis Alfredo López
- Aleksandar Šušnjar
- Dario Damjanović
- Petar Jelić
- Numan Kurdić
- Denis Mujkić
- Amar Rahmanović
- Sead Ramović
- Admir Raščić
- Nemanja Supić
- Almedin Ziljkić
- Abdoulaye Cissé
- Omega Roberts
- Stefan Lončar
- Stefan Aškovski
- Darko Micevski
- Fahrudin Mustafić
- Kur Gai Kur

## Participación en competiciones de la UEFA
| Temporada | Torneo                 | Ronda             | Club                  | Casa | Visita | Global |
| --------- | ---------------------- | ----------------- | --------------------- | ---- | ------ | ------ |
| 2025–26   | UEFA Conference League | 2° Clasificatoria | Jagiellonia Białystok | 1–2  | 1–3    | 2–5    |